# Купровщина
Купровщина — деревня в Псковском районе Псковской области России. Входит в состав Писковичской волости.
Деревня расположена к северу от города Пскова, в 6 км северо-восточнее волостного центра, деревни Писковичи.
| 2001 | 2002 | 2010 | 2012 |
| ---- | ---- | ---- | ---- |
| 105  | ↗110 | ↘96  | ↗115 |